# Pseudohydromys ellermani
Pseudohydromys ellermani  (Laurie & Hill, 1954) è un roditore della famiglia dei Muridi endemico della Nuova Guinea.

## Descrizione

### Dimensioni
Roditore di piccole dimensioni, con la lunghezza della testa e del corpo tra 85 e 103 mm, la lunghezza della coda tra 90 e 113 mm, la lunghezza del piede tra 19 e 23 mm, la lunghezza delle orecchie tra 10 e 12 mm e un peso fino a 21 g.

### Aspetto
La pelliccia è soffice e densa. Le parti superiori sono grigio-fumo, mentre le parti ventrali sono leggermente più chiare, occasionalmente con una macchia bianca sul petto. Le orecchie sono giallognole o grigio chiare. Il dorso delle zampe è giallastro e ricoperte di piccoli peli biancastri. La coda è più lunga della testa e del corpo, è uniformemente marrone, spesso chiazzata di bianco e rivestita di 15-18 anelli di scaglie per centimetro.

## Biologia

### Comportamento
È una specie terricola. Esemplari sono stati catturati sotto tronchi di alberi caduti.

### Alimentazione
Si nutre principalmente di Lepidotteri ed in misura minore di parti vegetali e funghi.

## Distribuzione e habitat
Questa specie è diffusa nella parte orientale della cordigliera centrale della Nuova Guinea.
Vive nelle foreste muschiose montane tra 1.200 e 3.000 metri di altitudine

## Conservazione
La IUCN Red List, considerato il vasto areale sebbene sia conosciuto da pochi individui, classifica P.ellermani come specie a rischio minimo (Least Concern).